# Епископ шабачки Максим
Максим Савић (Петар Чкребо; село Вранеши, данас Општина Врњачка Бања, тада Окружје чачанско, 1800 — манастир Каленић, 4/5. јануар 1844) био је каленићки архимандрит, а од 1839. до 1842. шабачки епископ.

## Биографија
Рођен је 1800. године у фамилији Чкребо у селу Вранеши у западном Поморављу, подно Гоча, у селу које је припадало Чачанском окружју Пожешке нахије. Духовно презиме Савић је изведено од имена његовог оца Сава који је учествовао у ослободилачким ратовима против Турака. Потомци ове фамилије приповедају да му је световно име било Петар. У раним годинама се приклонио црквеном животу на наговор стрица Гаврила Миљковића (родом од Чкреба из Грачаца) који је био студенички архимандрит од 1816. до 1849. године. Учио се књизи у Жичи, Враћевшници и Фенеку, а код неког Миоковића је научио и немачки језик.
Замонашио се у манастиру Каленићу. У чин ђакона га је произвео митрополит београдски Агатангел 1820. године. Исте године је у Каленићу, по налогу кнеза Милоша Обреновића, отворена богословска школа у којој је „калуђере и сироту децу“ учио ђакон Максим до 1825. године. Пример
тан је утицај кнеза Милоша на Каленић у који је дошао у септембру 1822. године. Школу су код Максима учили и Хаџи Јефтимије Поповић и Јоаникије Нешковић, касније владика шабачки. Године 1823. Максима је тадашњи шабачки епископ Герасим Доминин рукоположио у чин презвитера, а године 1825. у чин јеромонаха, у Рибници. За време свог боравка у Каленићу, Максим је постао члан Београдске архидијецезалне конзисторије, црквеног тела које се бавило правним питањима свештенства.
Године 1839. произведен је на степен архимандрита, а исте године, после смрти епископа шабачког Герасима Ђорђевића, 4. јуна 1839, посвећен је за новог епископа шабачког, где остаје до 1842. године.
До 1839. године, мошти Светог Стефана Првовенчаног су почивале у Каленићу, када су биле враћене у Студеницу уз велико залагање тадашњег студеничког игумана и Максимовог стрица Гаврила Миљковића. Максим је присталица династије Обреновић па је са њиховим силаском са власти 1842. године и сам уклоњен са чела епархије. Исте године, када је Вучићева буна успела, био је доведен под стражом на Врачар и одатле бива послан на заточење у манастир Студеницу као противник новом реду ствари који је поставила та буна. После заточеништва, Максим се вратио у Каленић. Тада је, горе поменути, Јоаникије Нешковић на Максимову молбу одређен за главног члана Конзисторије шабачке и надзиратеља двора владичиног у Шапцу. За време другог избора, који је протекао уз надзор руског царског двора који за посматрање регуларности избора у Србију отпремио свог изасланика барона Ливена (Александар Карлович Ливен), руског дипломату и генерала из једне од најугледнијих и најстаријих пламићких породица балтичко-немачког порекла Ливен (рус. Ливен, швед. Liewen). Као да је предосетио шта му се припрема, Максим је замолио руског барона да га поведе са собом у Русију, али га овај није хтео или није могао повести. Када и други избор потврди стање које је створила Вучићева буна, Максим је у ноћи између 4. и 5. јануара 1844. године у манастиру Каленић на бруталан начин убијен. Постоји прича да су те хладне зимске ноћи на манастирска врата закуцале убице представивши се као бугарски трговци. Максим се сажалио и пустио их у манастир на конак да се не мрзну до јутра. Максима је удавио у соби тадашњег манастарског конака и бацио кроз прозор на плочник неки Љотић, велики присталица онога реда ствари у Србији, припадник Вучићеве службе која се у то време разрачунавала са политичким противницима. Максим је сахрањен у храму манастира Каленић, испод архијерејског стола, где и данас почивају његове мошти (слика).
После његове смрти за епископа шабачког је изабран Сава Николајевић. Чувени академик XIX века Милан Ђ. Милићевић који је о Максиму писао у свом делу „Поменик знаменитих људи у српскога народа новијега доба“ из 1888. године је у својој чувеној књизи Кнежевина Србија о поменутом догађају написао следеће: „Каленић је, по несрећи, још и братска рука, братском крвљу обојила. Петог јануара, ноћу, 1844, ту је мучки убијен шабачки владика Максим, и бачен из собе са горњега боја кроз прозор на земљу. Тело овог мученика укопано је у цркви манастирској. Партија, која је тада владала, овако је умела да трпи оне који су јој били немили, или које је држала да су јој били противни.“